# Hyn, Gästrikland
Denna sjö ligger delvis i Dalarna. Ej att förväxla med Hyn, Dalarna.
Hyn (även kallad Hyen) är en sjö i Falu kommun  i Dalarna och Hofors kommun i Gästrikland och ingår i Gavleåns huvudavrinningsområde. Sjön är 15 meter djup, har en yta på 8,34 kvadratkilometer och befinner sig 170 meter över havet. Sjön avvattnas av vattendraget Gavelhytteån.
Hyn är den största sjön i Hofors kommun och ligger till viss del i byn Korsån med vikarna Broviken och Källviken, till viss del i byn Sikviken med viken Tovan, till viss del i byn Tolven med vikarna Tovan och Broviken, till viss del i byn Gammelgårdarna med viken Broviken, till viss del i byn Sågen med viken Korsåviken och till viss del i byn Rösudden.
Hyn har haft betydelse för näringslivet i området under lång tid, under det sena nittonhundraåttiotalet drevs där en fiskodling vars bryggor fortfarande återfinns i sjön. Hyn är även viktig för Hofors dricksvattenförsörjning då vattnet därifrån går vidare till Tolven varifrån det tas i rörledning till vattenverket vid Hammardammens strand. Tidigare togs vattnet ur Hammardammen som även den ligger nedströms Hyn i samma vattensystem.

## Delavrinningsområde
Hyn ingår i delavrinningsområde (672041-152179) som SMHI kallar för Utloppet av Hyn. Medelhöjden är 188 meter över havet och ytan är 28,06 kvadratkilometer. Räknas de 41 avrinningsområdena uppströms in blir den ackumulerade arean 195,73 kvadratkilometer. Gavelhytteån som avvattnar avrinningsområdet har biflödesordning 2, vilket innebär att vattnet flödar genom totalt 2 vattendrag innan det når havet efter 84 kilometer. Avrinningsområdet består mestadels av skog (61 procent). Avrinningsområdet har 8,34 kvadratkilometer vattenytor vilket ger det en sjöprocent på 29,7 procent.